# Cleppe
La Cleppe est un ruisseau de France, affluent de l'Elnon en rive gauche.

## Géographie
Elle prend sa source à Bachy à 47 m d’altitude, dans la plaine du Marquis. Elle se jette (la plus grande partie de son cours est en Belgique) dans l’Elnon à Bercu, un hameau de Mouchin.